# 斯普林代爾 (愛達荷州)
斯普林代爾（英語：Springdale）是位於美國愛達荷州喀細亞縣的一個非建制地區。該地的面積和人口皆未知。

## 地理
斯普林代爾的座標為42°30′56″N 113°41′27″W / 42.51556°N 113.69083°W，而該地的平均海拔高度為1278米（即4193英尺）。